# Ines Paulke

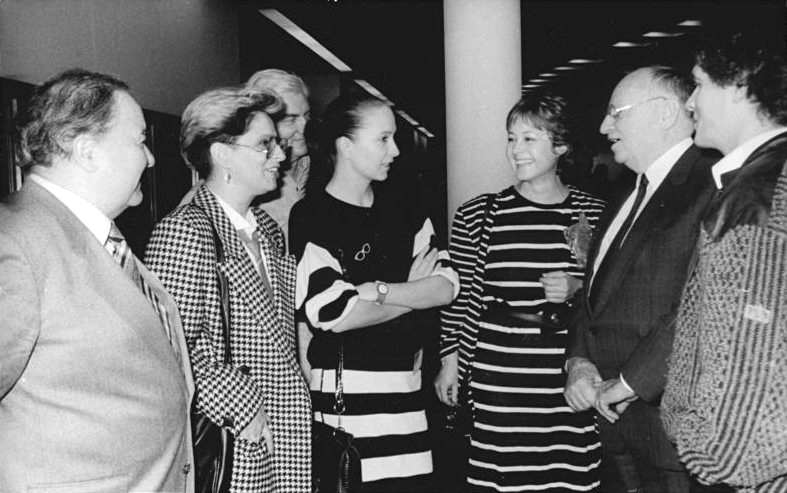
1. März 1989 in Berlin: Kongress der Unterhaltungskunst der DDR. In einer Beratungspause unterhalten sich Schlagersänger Michael Hansen, Mitglied des Politbüros und Sekretär des ZK der SED Kurt Hager, Chansonsängerin Barbara Kellerbauer, Rocksängerin Ines Paulke, Sängerin und Moderatorin Dagmar Frederic und Conferencier Heinz Quermann (v. r.)

Ines Paulke (* 20. September 1958 in Gräfenthal; † 17. Februar 2010 in Thannhausen (Schwaben)) war eine deutsche Popmusikerin.

## Leben
Ines Paulke absolvierte zunächst eine Ausbildung zur Krankenschwester. Im Anschluss studierte sie klassischen Gesang an der Bezirksmusikschule Gera und erhielt 1983 einen Fördervertrag mit dem Komitee für Unterhaltungskunst. Sie sang zunächst in Amateurbands wie der Gruppe Motiv und gewann mehrere Talentwettbewerbe. Bereits zu dieser Zeit wurde ihr Titel Mona Lisa aus Riesa in der DDR ins Radioprogramm aufgenommen. Rainer Oleak holte sie 1984 in die Band Datzu, wo Paulke bis 1986 sang und die Band dann schließlich im Streit verließ. Sie arbeitete danach mit Pop-Produzent Arnold Fritzsch zusammen, der früher der Band Kreis angehört hatte. Er komponierte für Paulke Titel wie Hauch mir wieder Leben ein und The Colour of My Tears, für die Paulke selbst die Texte schrieb. Sie war eine der wenigen Künstler der DDR, die Titel auf Englisch aufnahmen. Ende der 1980er-Jahre trat sie auch unter dem Namen Inez Paulke auf.
Sie erhielt Auszeichnungen bei Arbeiterfestspielen. Drei Mal wurde sie in der DDR zur „Popsängerin des Jahres“ gewählt. Die Wende beendete ihre Karriere als Popsängerin. Paulke trat nun unter anderem mit Anke Schenker und Angelika Weiz als Swing Sisters auf, gründete das Gospelprojekt United Voices und war Revuetänzerin im Berliner Friedrichstadtpalast. Im Jahr 2003 schrieb und sang die vielseitige Künstlerin gemeinsam mit dem US-Amerikaner Brady Swenson den Song für die Leipziger Olympiabewerbung. Neben ihrer Karriere als Sängerin hatte sie Engagements am Kabarett (z. B. bei den „Kiebitzensteinern“) und als Schauspielerin.
Ab 2005 verkörperte Paulke die Frau Scheuche, die Lichterfee und den Waldwuffel in Reinhard Lakomys Kinderprogramm Geschichtenlieder im Traumzauberbaum. Sie verließ das Projekt wegen gesundheitlicher Probleme im Dezember 2009.
Nachdem eine langjährige Partnerschaft mit dem Pianisten Peter Schenderlein von der Gruppe Rumpelstil zerbrach, zog sie 2007 ins Allgäu zu einem neuen Lebensgefährten. Im Jahr 2009 endete auch diese Beziehung und Paulke litt danach an Depressionen. Ines Paulke beging in der Nacht vom 16. zum 17. Februar 2010 im Alter von 51 Jahren in ihrem Wohnort Tannhausen Suizid.

## Diskografie
- 1988: Die Farbe meiner Tränen (Amiga)
- 1999: Himmelblau (BMG/WEA)
- 2005: Good News, Ines Paulke & Best Friends (mit Ben Mayson, Ric Engelhardt)
- 2008: 60 Jahre AMIGA (Box 27)
- 2011: Hauch mir wieder Leben ein (BMG/Amiga)

## Auszeichnungen
- 1988: Grand Prix Rote Nelke in Sotschi[4]